# Santa Susanna
Santa Susanna – hiszpańskie miasto i gmina w Katalonii, w prowincji Barcelona, w comarce Maresme. Jest usytuowane na wybrzeżu nad Morzem Śródziemnym pomiędzy miejscowościami Malgrat de Mar i Pineda de Mar. Liczy 3308 mieszkańców (dane z 2010 roku).
Santa Susanna jest miejscowością turystyczną. Znajdują się w niej liczne hotele, hostele i domy wypoczynkowe. W części hotelowej miasta znajduje się stacja kolejowa Rodalies Barcelona. Miasto przecina także droga N-II.
Santa Susanna jest miastem partnerskim Konina.

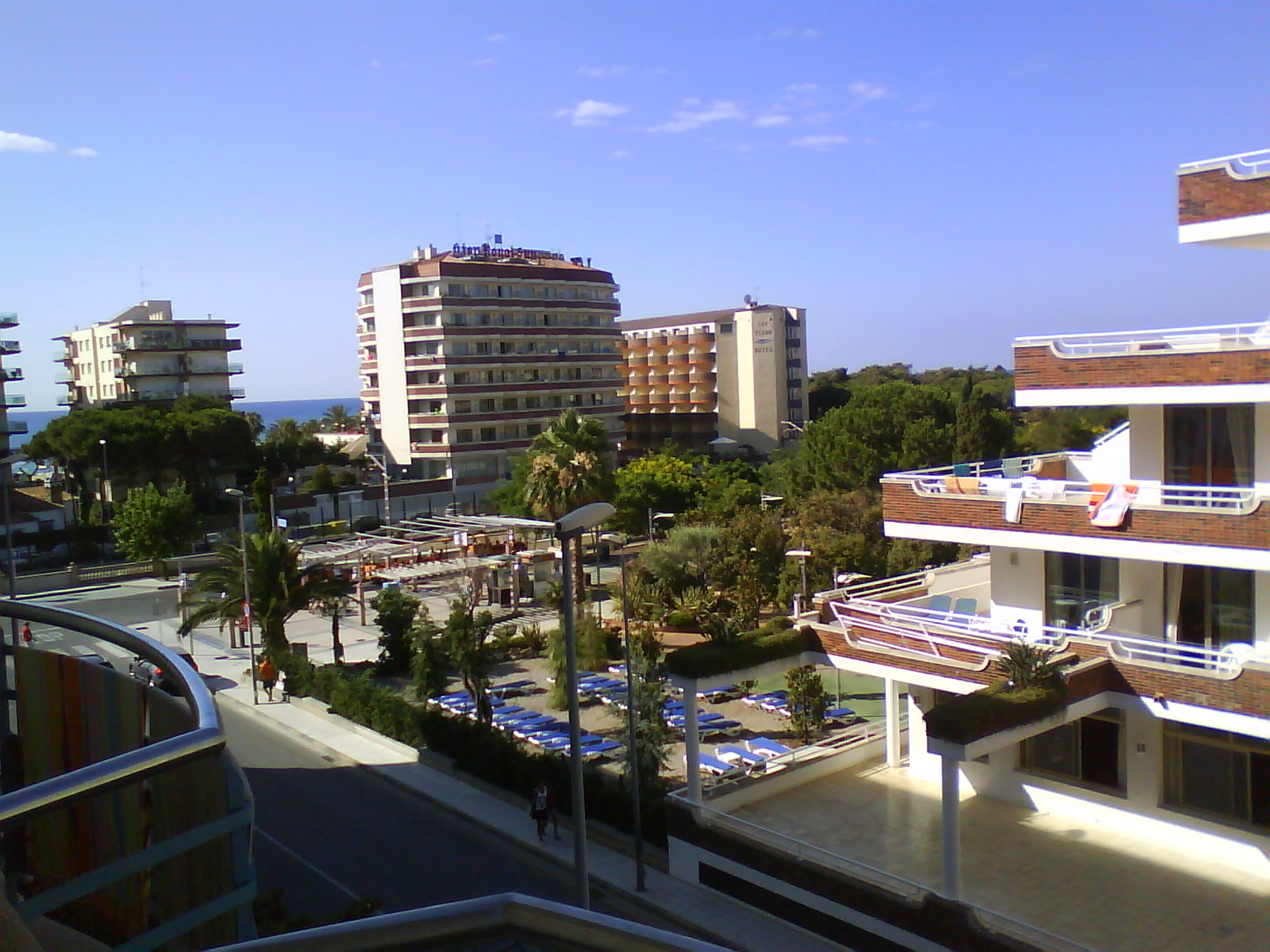
Deptak ciągnący się wzdłuż strefy hotelowej.

## Gmina
W skład gminy Santa Susanna wchodzi siedem miejscowości, w tym miejscowość gminna o tej samej nazwie. Są to:
- Can Torrent-Alt Maresme-Can Gelat
- La Muntanya
- El Pla
- Santa Susanna
- Urbanització Can Rates
- La Vall
- Zona Hotelera